# SV Preußen 1923 Glatz
SV Preußen 1923 Glatz was een Duitse voetbalclub uit Glatz, dat tegenwoordig het Poolse Kłodzko is.

## Geschiedenis
De club werd opgericht in 1923 en speelde aanvankelijk in de competitie van Münsterberg, een onderdeel van de Zuidoost-Duitse voetbalbond. In 1925 werd de club kampioen en plaatste zich zo voor de Midden-Silezische eindronde. De club verloor met 9-1 van Breslauer SC 08. Na dit seizoen werd de competitie van Münsterberg opgeheven en gingen de clubs in de competitie van Bergland spelen.
Glatz werd kampioen in 1927 en 1929 en plaatste zich zo voor de Zuidoost-Duitse eindronde, maar werd daar telkens laatste. In 1932 degradeerde de club uit de hoogste klasse. Het volgende seizoen werden ze slechts derde in hun reeks in de tweede divisie. Hierna werd de competitie grondig geherstructureerd. De Gauliga Schlesien werd ingevoerd als nieuwe hoogste klasse en de club werd nu ingedeeld in de Kreisklasse, de derde klasse. In 1937 werd de club kampioen en speelde nog de eindronde ter promotie, maar kon deze niet afdwingen.
Na het einde van de Tweede Wereldoorlog moest Duitsland Silezië afstaan aan Polen. De Duitsers werden verdreven en de naam van Glatz werd veranderd in Kłodzko. Alle Duitse voetbalclubs in de streek werden ontbonden.

## Erelijst
Kampioen Münsterberg
1925
Kampioen Bergland
1927, 1929